# Revuelta dungan (1895-1896)
La revuelta dungan (1895-1896), rebelión de varios grupos étnicos musulmanes chinos en Qinghai y Gansu contra la dinastía Qing, originada debido a una disputa violenta entre dos órdenes Sufies de la misma secta. El wahhabismo animó y apoyó la revuelta, la cual fue aplastada por lealistas musulmanes fieles a la dinastía reinante.

## Revuelta
Después del rival Sufi Naqshbandi, las órdenes espirituales habían luchado y acusaron cada cual al otro de varias fechorías, en vez de continuar la violencia decidieron utilizar el sistema legal Qing para solucionar la disputa. Archivaron los pleitos en la oficina del prefecto Xining y el juez en el caso decidió que no emitió un decreto que decía qué grupo era superior al otro en asuntos de todos los asuntos islámicos, y les instó a comportarse. Un taotai (en chino, 道太) estuvo enviado por el gobierno Qing para aplastar a los perpetradores de la violencia, el cual acabó en varias muertes.
En Xunhua, Qinghai, masas de Hui, Dongxiang, Bao'un, y Salars estuvieron incitados para revelarse contra el Qing por el multicolor dirigente de la Mezquita Ma Yonglin. Los soldados tuvieron órdenes para destruir la brigada del general Tang Yanhe. Ma Dahan arregló un trato con el socio Dongxiang, Ma Wanfu cuándo, rebelándose contra el dinastía Qing Hezhou, Didao, y Xunhua dirigieron a sus partidarios para unir la rebelión. Guanghe, Sanjiaji, y Tiaoheyan estuvieron de acuerdo a unos puntos en una posición defensiva y ellos prometieron que no se rendirían.
Ma Wanfu Wahhabi inspirado en la secta Yihewani la consideró una "secta de enseñanza". El Yihewani animó la rebelión.
El gobernador general Yang Changjun envió tropas para aplastar la rebelión.
Dong Fuxiang, el Comandante en Jefe de Kashgaria (Kashgar), recibió un telegrama que ordenba que él y el general Ma Pi-sheng tenían que aliviar los distritos en rebelión. Su lealismo hizo las tropas musulmanas chinas fueran dirigidas por agentes musulmanes como Ma Anliang, Ma Guoliang, Ma Fuxiang, y Ma Fulu aplastó a la rebelión. Dong Recibió el rango de generalísimo.
En 1895 Ma Anliang se levantó del asedio de Xining con cuatro ying (ying es una unidad china para batallón).
Ma Wanfu se rindió como el chino musulmán lealista Ma Anliang y Dong Fuxiang llegó para aplastar la revuelta musulmana, y Ma Dahan fue asesinado mientras luchaba.
Ma Yonglin (Ma Yung-lin), su hijo, y encima otros 100 musulmanes se rebelaron, los dirigentes estuvieron capturados y fue decapitado por Dong Fuxiang.